# Tabernaemontana persicariaefolia
Tabernaemontana persicariifolia là một loài thực vật thuộc họ Apocynaceae. Loài này có ở Mauritius và Réunion.

## Hình ảnh

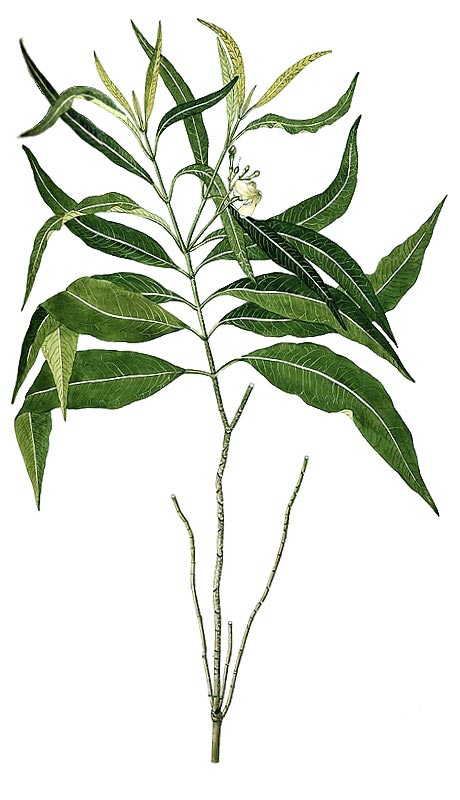
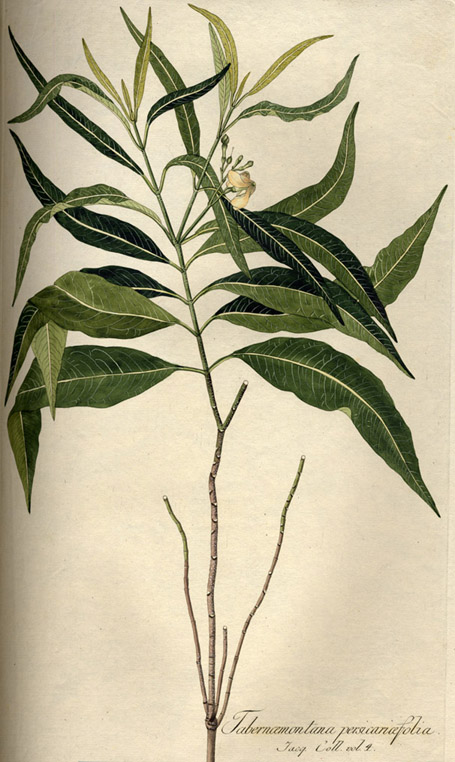
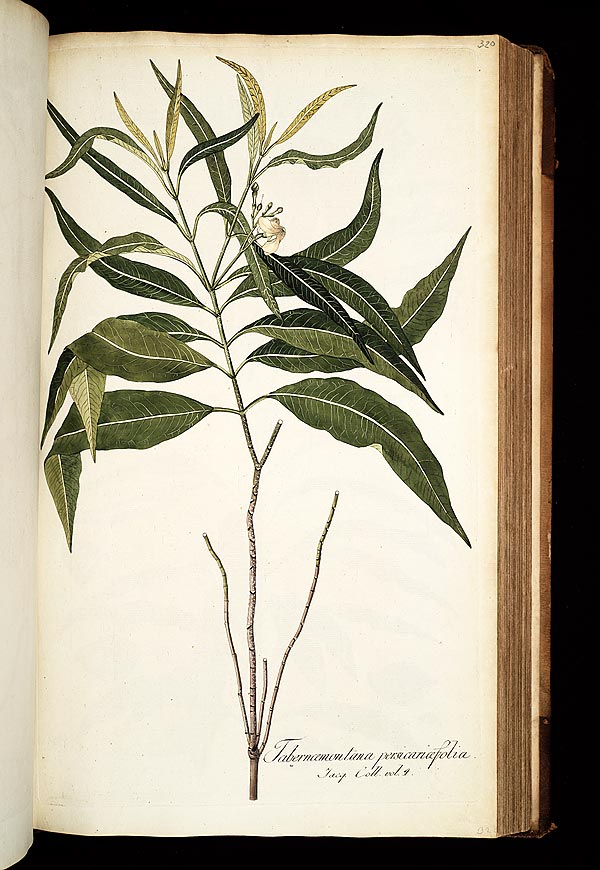